# Deborah McGuinness
Pour les articles homonymes, voir McGuinness.
Deborah Louise McGuinness (née vers 1960) est une informaticienne américaine et professeure à l'Institut polytechnique Rensselaer où elle est titulaire d'une chaire de la Tetherless World Research Constellation. Elle travaille dans le domaine de l'intelligence artificielle, plus précisément dans la représentation et le raisonnement des connaissances, les logiques de description, le web sémantique, l'explication et la confiance.

## Formation
McGuinness a obtenu un baccalauréat ès sciences (BSc) en mathématiques et en informatique de l'Université Duke. Tout en travaillant pour AT&T Bell Labs à Murray Hill et, plus tard, AT&T Labs Research à Florham Park, elle a obtenu une maîtrise en informatique de l'Université de Californie à Berkeley et un doctorat en informatique de l'Université Rutgers en 1996, avec une thèse intitulée « Explaining reasoning in description logics », sous la direction de Alexander Tiberiu Borgida. 

## Carrière et recherche
Son travail aux laboratoires AT&T Bell était concentré dans le département de recherche en intelligence artificielle, avec des rotations d'entreprise dans les systèmes d'information domestiques, les systèmes de communication domestiques et a ensuite dirigé un groupe de technologies et d'applications émergentes pour les services en ligne personnels d'AT&T.
McGuinness obtient un poste à l'université Stanford en 1998, elle est codirectrice et chercheuse principale au Knowledge Systems Laboratory (en).
En octobre 2007, elle est nommée professeure à l'Institut polytechnique Rensselaer (RPI), où elle rejoint un autre expert du web sémantique, James Hendler (en), sur la Tetherless World Research Constellation. Aujourd'hui, l'équipe de la Chaire Constellation compte trois personnes avec Peter Fox (en). Pendant son séjour à RPI, McGuinness a assumé des rôles de leadership en recherche dans la conception et le développement de plateformes et d'applications multidisciplinaires en informatique de la santé et de l'environnement.
En plus de ses activités de recherche, elle a fondé et dirige une société de conseil dans le domaine des applications de web sémantique et/ou d'intelligence artificielle. Elle siège au conseil d'administration de la Semantic Web Science Foundation ainsi qu'à un certain nombre de start-up. 
McGuinness a travaillé dans les environnements de représentation et de raisonnement des connaissances, et leurs applications, pendant plus de 35 ans, y compris les applications de santé pendant 20 ans. Elle a dirigé des efforts de recherche de plusieurs millions de dollars financés par le gouvernement, dont beaucoup dans des domaines multidisciplinaires, et a fourni des logiciels de longue durée et des résultats publiables de classe mondiale dans des domaines tels que la création, l'évolution, la liaison et l'évaluation d' ontologies et de science des données dans de nombreux domaines de la science, comme la santé, l'exposition, le cancer, le tabagisme et la recherche sur la réutilisation des médicaments.
En 2017 elle participe à un projet de la Fondation nationale pour la science (NSF) pour créer un référentiel de données organisé et consultable sur les matériaux de nouvelle génération. Elle développe les bases de données en collaboration avec L. Catherine Brinson, Cynthia Rudin et Chiara Daraio. La base de données comprend des matériaux tels que des nanocomposites polymères et des métamatériaux structurels, ainsi que des logiciels analytiques et prédictifs pour aider à accélérer la conception et la découverte de nouveaux matériaux.
McGuinness est connue pour ses travaux sur les logiques de description  particulier ses travaux sur le système de représentation des connaissances CLASSIC, les composants d'explication des logiques de description et un certain nombre d'applications de longue durée des logiques de description telles que les configurateurs PROSE et QUESTAR d'AT&T et Laboratoires Lucent. Elle a joué un rôle essentiel dans la création de DARPA Agent Markup Language ( DAML ) et de KSL Wine Agent.
Elle est également bien connue dans le domaine pour avoir co-écrit la recommandation du World Wide Web Consortium (W3C) pour un langage d'ontologie Web (OWL) et un langage de provenance (PROV (en)). Elle a également lancé l'effort d'explication de Stanford, appelé Inference Web, qui vise à fournir une infrastructure pour améliorer la confiance et la compréhension des réponses dans des environnements distribués, tels que le Web. Elle est co-auteure du Proof Markup Language (en) (PML) pour représenter la provenance des connaissances.
McGuinness continue de participer à diverses recherches relatives au Web sémantique, aux systèmes fiables et aux plates-formes d'intégration Web pour les appareils portables.

### Honneurs et distinctions
- 2014 : membre de l'Association américaine pour l'avancement des sciences, pour ses contributions au Web sémantique, à la représentation des connaissances et aux environnements de raisonnement[5].

- 2013 : prix de la conférence commémorative Robert Engelmore de l'Association for Artificial Intelligence pour services exceptionnels rendus à l'intelligence artificielle et contributions extraordinaires à l'IA appliquée
- 2007 : titulaire de la chaire Constellation Senior, Tetherless World Constellation (en), RPI.
- Fellow, Web Science Research Initiative (en), 2007
- Rédacteur associé fondateur de  la revue Earth Science Informatics (Springer).
- Innovative Applications of Artificial Intelligence Deployed Application Award, 2007 (Observatoire virtuel) et 2004 (General Motors Variation Reduction Advisor)

### Publications
Livres
- 2004. The description logic handbook: theory, implementation, and applications. Cambridge University Press.
- 2002. "The Emerging Semantic Web." Isabel Cruz, Stefan Decker, Jerome Euzenat, and Deborah L. McGuinness, editors. IOS Press. (Available from http://www.iospress.nl/site/html/boek-1381825766.html.)
- 2014. "Health Web Science." Joanne S. Luciano, Grant P. Cumming. Eva Kahana, Mark D. Wilkinson, Elizabeth H Brooks, Dominick DiFranzo, Holly Jarman, Deborah L. McGuinness, Margaret Levine, Cathy Pope. Now Publishers Inc. Hanover, MA, USA.

Articles (sélection)
- He Zhao, Yixing Wang, Anqi Lin, Bingyin Hu, Rui Yan, James McCusker, Wei Chen, Deborah L. McGuinness, Linda Schadler, L. Catherine Brinson, NanoMine Schema: A Data Representation for Polymer Nanocomposites, APL Materials Vol 6 No. 11 (2018), pp. 111108–111108 https://doi.org/10.1063/1.5046839.
- Troy Vargason, Deborah L. McGuinness, and Juergen Hahn. Gastrointestinal Symptoms and Oral Antibiotic Use in Children with Autism Spectrum Disorder: Retrospective Analysis of a Privately Insured U.S. Population". Journal of Autism and Developmental Disorders. September 2018. DOI: 10.1007/s10803-018-3743-2.
- Vargason, U. Kruger, D.L. McGuinness, J.B. Adams, E. Geis, E. Gehn, D. Coleman, and J. Hahn. Investigating Plasma Amino Acids for Differentiating Individuals with Autism Spectrum Disorder and Typically Developing Peers. Research in Autism Spectrum Disorders, Volume 50, June 2018. pp 60–72. PubMed ID 29682004
- Troy Vargason, Daniel P. Howsmon, Deborah L. McGuinness. and Juergen Hahn. On the Use of Multivariate Methods for Analysis of Data from Biological Networks. Processes July 2017, 5(3), 36; doi:10.3390/pr5030036
- Noy, Natalya F., and Deborah L. McGuinness. "Ontology development 101: A guide to creating your first ontology." (2001).
- McGuinness, Deborah L., and Frank Van Harmelen. "OWL web ontology language overview." W3C recommendation 10.2004-03 (2004): 10.
- Bechhofer, Sean, et al. "OWL web ontology language reference." W3C recommendation 10 (2004): 2006-01.

Publications de conférence récentes
- Oshani Seneviratne, Sabbir Rashid, Shruthi Chari, Jim McCusker, Kristin Bennett, James Hendler and Deborah McGuinness. Knowledge Integration for Disease Characterization: A Breast Cancer Example. In Proceedings of the International Semantic Web Conference, Monterey, CA, 2018.
- James McCusker, Sabbir Rashid, Nkechinyere Agu, Kristin Bennett and Deborah McGuinness.    The Whyis Knowledge Graph Framework in Action. In Proceedings of the International Semantic Web Conference, Monterey, CA, 2018.
- Paulo Pinheiro, Henrique Santos, Zhicheng Liang, Yue Liu, Sabbir Rashid, Deborah McGuinness and Marcello Bax.   HADatAc: A Framework for Scientific Data Integration using Ontologies. In Proceedings of the International Semantic Web Conference, Monterey, CA, 2018.
- Oshani Seneviratne, Sabbir Rashid, Shruthi Chari, Jim McCusker, Kristin Bennett, James Hendler and Deborah McGuinness. Ontology-enabled Breast Cancer Characterization. In Proceedings of the International Semantic Web Conference, Monterey, CA, 2018.
- Yue Liu, Tongtao Zhang, Zhicheng Liang, Heng Ji, Deborah McGuinness. Seq2RDF: An end-to-end application for deriving Triples from Natural Language Text.  In Proceedings of the International Semantic Web Conference, Monterey, CA, 2018.
- Paulo Pinheiro, Marcello Peixoto Bax, Henrique Santos, Sabbir M. Rashid, Zhicheng Liang, Yue Liu, Yarden Ne'eman, James P. McCusker, Deborah L. McGuinness: Annotating Diverse Scientific Data With HAScO. ONTOBRAS 2018: pp. 80–91